# Ayyanahalli, Hadagalli
Ayyanahalli là một làng thuộc tehsil Hadagalli, huyện Bellary, bang Karnataka, Ấn Độ.